# U 502 (Kriegsmarine)
De U 502 was een Duitse U-boot van de IXC-klasse van de Kriegsmarine tijdens de Tweede Wereldoorlog. Hij stond onder commando van Kapitänleutnant Jürgen von Rosenstiel.

## Ondergang
De U 502 zonk op 5 juli 1942 in de Golf van Biskaje, ten westen van La Rochelle in Frankrijk, in positie 46° 10′ 0″ NB, 6° 40′ 0″ WL door dieptebommen van een Britse Vickers Wellington van Squadron 172/H met behulp van radar en zijn Leigh Light-zoeklicht. Hierbij vielen 52 doden waaronder hun commandant Jürgen von Rosenstiel.